# Andor (phim truyền hình)
Star Wars: Andor (còn được biết đến với tên Andor) hay là một bộ phim truyền hình phiêu lưu hành động khoa học viễn tưởng của Mỹ được sáng lập bởi Tony Gilroy cho dịch vụ truyền hình trực tuyến Disney+. Đây là loạt phim người đóng thứ tư trong loạt phim Star Wars, đồng thời là phần tiền truyện của cả phim ăn theo Rogue One: Star Wars ngoại truyện (2016) và phim gốc Chiến tranh giữa các vì sao (1977). Loạt phim kể về điệp viên nổi loạn Cassian Andor trong suốt 5 năm trước khi xảy ra các sự kiện của hai bộ phim nói trên.
Diego Luna đảm nhận vai Cassian Andor và cũng là giám đốc sản xuất của tác phẩm. Dàn diễn viên cũng bao gồm Kyle Soller, Adria Arjona, Fiona Shaw, Stellan Skarsgård, Denise Gough, Genevieve O'Reilly, Faye Marsay, Varada Sethu, Anton Lesser và Elizabeth Dulau. Lucasfilm công bố thông tin về việc phát triển một loạt phim truyền hình tập trung vào nhân vật Andor vào tháng 11 năm 2018, với Luna và Stephen Schiff làm người dẫn truyện. Schiff được thay thế bởi Gilroy, đồng biên kịch của Rogue One: Star Wars ngoại truyện với tư cách là người sáng tạo và người trình chiếu vào tháng 4 năm 2020. Quá trình quay phim bắt đầu vào cuối tháng 11 năm 2020, Gilroy không thể chỉ đạo theo kế hoạch do đại dịch COVID-19. Quá trình quay phim diễn ra tại phim trường Pinewood Studios ở London và một số địa điểm trên khắp Vương quốc Anh, và kết thúc vào tháng 9 năm 2021.
Ba tập đầu tiên của mùa thứ nhất được công chiếu trên Disney+ vào ngày 21 tháng 9 năm 2022. Các tập còn lại của mùa được phát hành hàng tuần cho đến ngày 23 tháng 11. Andor nhìn chung nhận được đánh giá tích cực từ các nhà phê bình. Mùa thứ hai và cuối cùng của phim được công chiếu vào ngày 22 tháng 4 năm 2025, với ba tập phát hành mỗi tuần cho đến ngày 13 tháng 5.

## Nội dung
Đặt bối cảnh 5 năm trước các sự kiện trong Rogue One: Star Wars ngoại truyện, bộ phim thể hiện một cách chân thực và chi tiết cách Đế chế Thiên hà hoạt động, những hành động cũng như hậu quả của nó đối với những người dân bình thường. Phim sử dụng một dàn nhân vật đa dạng để khắc họa quá trình hình thành Liên minh Nổi dậy chống lại Đế chế Thiên hà. Một trong những nhân vật đó là Cassian Andor, từ một tên trộm trở thành một chiến sĩ cách mạng gia nhập phe Nổi dậy.

## Diễn viên

### Nhân vật chính
- Diego Luna trong vai Cassian Andor: Một tên trộm sinh ra trên hành tỉnh Kenari, nơi hiện tại không còn sinh sống được do một thảm họa gây ra bởi Đế Chế khi khai thác tài nguyên ở đó. Antonio Viña trong vai Cassian lúc nhỏ, có tên là Kassa.
- Kyle Soller trong vai Syril Karn: Phó thanh tra của tập đoàn kinh doanh Preox-Morlana (Pre-Mor). Syril làm việc cho ban an ninh và quyết tâm bắt Cassian sau khi biết anh ta đã giết hai nhân viên an ninh Pre-Mor.
- Adria Arjona trong vai Bix Caleen: Một thợ máy và người buôn chợ đen, là một người bạn từ nhỏ của Cassian, hai người từng có quan hệ tình cảm.
- Stellan Skarsgård trong vai Luthen Rael: Một nhân vật chủ chốt trong phong trào nổi dậy, có danh tính không rõ ràng và được các đặc vụ Đế chế gọi là “Axis”. Ông là người Bix liên lạc để bán thiết bị đánh cắp, và chính ông đã thuê Cassian làm nhiệm vụ đầu tiên cho phe nổi dậy. Luthen dùng vỏ bọc là một người buôn đồ cổ lập dị ở hành tinh Coruscant.
- Fiona Shaw trong vai Maarva Andor (mùa 1): Mẹ nuôi của Cassian, người đã đưa anh từ Kenari cùng chồng bà là Clem
- Genevieve O'Reilly trong vai Mon Mothma: Một thượng nghị sĩ Đế chế đại diện cho hành tinh giàu có Chandrila, vừa điều hướng trong giới chính trị gia của Đế chế, vừa bí mật tài trợ cho phong trào nổi dậy non trẻ bằng tài sản gia đình mình.
- Denise Gough trong vai Dedra Meero: Giám sát viên tham vọng và đầy chiến lược của Cục An ninh Đế chế (ISB), có nhiệm vụ truy bắt và tiêu diệt một lãnh đạo nổi dậy mang bí danh "Axis". Cô sau đó có quan hệ với Syril Karn.
- Faye Marsay trong vai Vel Sartha: Đặc vụ nổi dậy làm việc cho Luthen, là người chỉ huy vụ cướp trên hành tinh Aldhani, đồng thời là em họ của Mon Mothma. Cô có quan hệ tình cảm với Cinta Kaz.
- Varada Sethu trong vai Cinta Kaz: Một y tá và là người chữa bệnh trên Aldhani, gia đình cô bị Đế chế sát hại. Cô có quan hệ tình cảm với Vel.
- Elizabeth Dulau trong vai Kleya Marki: Trợ lý của Luthen tại cửa hàng đồ cổ, một nhân vật quan trọng trong phe nổi dậy, phụ trách liên lạc bí mật. April V. Woods đóng vai Kleya lúc nhỏ.
- Ben Mendelsohn trong vai Orson Krennic (mùa 2): Người giám sát quá trình nghiên cứu vũ khí tối tân của quân đội Đế chế.
- Benjamin Bratt trong vai Bail Organa (mùa 2): Thượng nghị sĩ Đế chế đại diện cho hành tinh Alderaan, cha nuôi Leia Organa.
- Alan Tudyk lồng tiếng và đóng mô phỏng chuyển động cho K-2SO (mùa 2): một người máy tuần tra của Đế chế được lập trình lại phục vụ phe nổi dậy.

### Nhân vật phụ
- Joplin Sibtain vai Brasso: Đồng nghiệp và bạn thân của Cassian.
- James McArdle vai Timm Karlo (mùa 1): Đồng nghiệp và bạn trai của Bix.
- Rupert Vansittart vai Chief Hyne (mùa 1): Cấp trên của Syril tại Pre-Mor.
- Alex Ferns vai Trung sĩ Linus Mosk (mùa 1): Sĩ quan Pre-Mor.
- Gary Beadle vai Clem Andor (mùa 1): Chồng của Maarva và cha nuôi Cassian. Cassian dùng tên Clem làm bí danh.
- Kathryn Hunter vai Eedy Karn: Mẹ của Syril.
- Alastair Mackenzie vai Perrin Fertha: Chồng của Mothma, không biết về hoạt động chống Đế chế của bà.
- Anton Lesser vai Đại úy Partagaz: Cấp trên của Dedra trong Cục An ninh.
- Alex Lawther vai Karis Nemik (mùa 1): Nhà cách mạng lý tưởng trên Aldhani, từng viết bản tuyên ngôn chống Đế chế.
- Sule Rimi vai Trung úy Gorn (mùa 1): Sĩ quan Đế chế trên Aldhani, bí mật là thành viên phe nổi dậy của Vel.
- Ebon Moss-Bachrach vai Arvel Skeen (mùa 1): Lính nổi dậy bí ẩn trên Aldhani.
- Gershwyn Eustache Jnr vai Taramyn Barcona (mùa 1): Thành viên phe nổi dậy từng là lính Stormtrooper.
- Stanley Townsend vai Chỉ huy Jayhold Beehaz (mùa 1): Cấp trên của Gorn.
- Ben Miles vai Tay Kolma: Một nhân viên ngân hàng và bạn thuở nhỏ của Mothma.
- Andy Serkis vai Kino Loy (mùa 1): Một tù nhân và quản lý nhà máy trên nhà tù ở mặt trăng Narkina 5.
- Duncan Pow vai Ruescott Melshi: Một tù nhân khổ sai tại nhà máy Narkina 5, sau này anh gia nhập phe nổi dậy cùng Andor.
- Forest Whitaker vai Saw Gerrera: Cựu chiến binh từ thời Chiến tranh vô tính, lãnh đạo nhóm phiến quân Partisan.
- Richard Dillane vai Davo Sculdun: Một thương gia nghi ngờ, được Mothma gọi là “tay du côn”.
- Muhannad Bhaier vai Wilmon Paak: Một thợ máy trẻ ở Ferrix, làm việc cùng cha, anh gia nhập phong trào nổi dậy sau cái chết của cha dưới tay quân đội Đế chế.
- Sam Gilroy vai Gerdis (mùa 2): Thành viên nhóm nổi dậy Maya Pei Brigade.
- Benjamin Norris vai Bardi (mùa 2): Thành viên nhóm nổi dậy Maya Pei Brigade.
- Robert Emms vai Lonni Jung (mùa 2; khách mời mùa 1): Giám sát viên ISB bí mật là gián điệp cho Luthen.
- Jacob James Beswick vai Heert (mùa 2; khách mời mùa 1): Trợ lý của Dedra, sau được thăng làm giám sát viên ISB, được chỉ định điều tra “Axis”.
- Richard Sammel vai Carro Rylanz (mùa 2): Quan chức bầu cử Ghorman, lãnh đạo nhóm nổi dậy Ghorman Front.
- Thierry Godard vai Lezine (mùa 2): Người đàn ông phê phán việc Đế chế chiếm đóng hành tinh Ghorman.
- Alistair Petrie vai Đại tá Davits Draven (mùa 2): Lãnh đạo phe nổi dậy trên Yavin 4.
- Jonjo O'Neill vai Kaido (mùa 2): Sĩ quan Quân đội Đế chế chuyên xử lý khủng hoảng, được cử đến Ghorman để giám sát và kích động dân địa phương.
- Dave Chapman lồng tiếng cho người máy B2EMO của Maarva Andor, với sự trợ giúp của Matthew Denton và Lee Towersey.
- Aidan Cook trong vai Two Tubes, binh sĩ trung thành trong đội của Saw Gerrera.
- Bronte Carmichael vai Leida, con gái Mothma.
- Pierro Niel-Mee vai Erskin Semaj, trợ lý của Mon Mothma trong Thượng viện và hoạt động nổi dậy.

## Các tập phim

### Mùa 1
| TT. | Tiêu đề               | Đạo diễn       | Biên kịch      | Ngày phát sóng gốc   |
| --- | --------------------- | -------------- | -------------- | -------------------- |
| 1 | "Kassa"               | Toby Haynes    | Tony Gilroy    | 21 tháng 9 năm 2022  |
| 5 năm trước Trận chiến Yavin, Cassian Andor du hành đến hành tinh công nghiệp của Morlana One theo dấu vết của người em gái mất tích của mình. Trong khi tìm kiếm chị mình trong một nhà thổ, Cassian bị hai nhân viên an ninh Pre-Mor Authority gây khó dễ. Một cuộc xung đột giữa 3 người xảy ra ngay bên ngoài nhà thổ, dẫn đến việc Cassian vô tình giết chết một sĩ quan và bắn chết luôn người còn lại. Cassian chạy trốn đến hành tinh Ferrix, nơi anh cố gắng che giấu hành tung của mình bằng cách thuyết phục người mẹ nuôi Maarva, B2EMO, và bạn của anh ta - Brasso; bao che cho anh. Cassian cũng nhờ người bạn Bix gọi điện giúp anh tới một thương nhân ở chợ đen, vì Cassian đã mua được Starpath Unit, một thứ có giá trị thuộc công nghệ điều hướng Imperial. Bix đồng ý và liên hệ với người mua, nhưng cô ấy cố gắng che giấu mối quan hệ của mình với Cassian khiến bạn trai của cô ấy, Timm, nghi ngờ. Trở lại Morlana One, Chánh thanh tra bộ phận an ninh lựa chọn che đậy các vụ giết người, để cải thiện báo cáo của mình cho chính quyền Hoàng gia, nhưng đội phó của anh ta, Syril Karn lại không nghe lời, quyết tâm giải quyết vụ án. Karn điều tra ra con tàu đi mượn của Cassian và lần theo dấu vết của nó đến Ferrix, và biết được từ một nhân chứng tại nhà chứa rằng Cassian nói anh ta đến từ hành tinh Kenari. Trong một đoạn hồi tưởng, Cassian hồi trẻ, được gọi là Kassa, và bộ lạc của anh trên Kenari quyết định điều tra một con tàu bị rơi. Kassa từ chối nỗ lực tham gia của em gái mình, và để cô ấy ở lại bảo vệ trại của họ. |                       |                |                |                      |
| 2 | "That Would Be Me"    | Toby Haynes    | Tony Gilroy    | 21 tháng 9 năm 2022  |
| Timm Karlo, vẫn nghi ngờ về mối quan hệ giữa Bix và Cassian, anh đã báo cáo Cassian tới Bộ phận An ninh Pre-Mor, người đã phát lệnh truy nã Cassian. Karn hợp tác với Mosk, một sĩ quan Pre-Mor nghiêm túc không kém, để bắt Cassian. B2EMO thông báo cho Cassian và Maarva về lệnh truy nã. Cassian chuẩn bị chạy trốn khỏi hành tinh Ferrix. Trong khi đó, người mà Bix đã gọi điện để giao dịch đã đến Ferrix để lấy Starpath Unit. Trong một đoạn hồi tưởng, Kassa và những người bạn của mình xác định vị trí và điều tra con tàu bị rơi gần một khu công nghiệp khai thác lớn bị bỏ hoang. Khi một người trong số họ bị giết bởi một thành viên thuộc con tàu bị bắn rơi, những người còn lại đã giết kẻ tấn công và nhanh chóng rời khỏi nơi xảy ra vụ tai nạn. Kassa ở lại để khám phá con tàu. |                       |                |                |                      |
| 3 | "Reckoning"           | Toby Haynes    | Tony Gilroy    | 21 tháng 9 năm 2022  |
| Luthen Rael, người mà Bix đã gọi điện để giao dịch, đến Ferrix và gặp Cassian trong một nhà máy bỏ hoang. Karn và Mosk cũng đến đó với 12 sĩ quan. Họ khống chế Maarva, nhưng bà từ chối hợp tác. Karn chặn đường truyền liên lạc từ Cassian đến B2EMO, do đó xác định chính xác vị trí của Cassian. Cassian muốn bán Starpath Unit và rời khỏi Ferrix, nhưng Luthen cố gắng thuyết phục anh gia nhập Liên minh nổi dậy, với lý do Cassian đã liên tiếp đánh cắp và phá hoại các tàu của Đế quốc. Khi các sĩ quan của Karn đột kích vào nhà máy, hai người đã trốn thoát đến một nhà chứa tàu bay, nơi họ bắt được Karn. Khi Bix biết rằng Timm đã thông báo cho Karn về Cassian, cô đã chạy đến để hỗ trợ Cassian, nhưng bị các sĩ quan ngăn lại, những người sau đó đã giết Timm khi anh ta cố gắng giải cứu Bix. Tên sĩ quan đã giết Timm quay trở lại tàu bay, thứ đã đưa họ đến Ferrix, nhưng con tàu này đã bị nổ tung sau khi cất cánh do bị Brasso phá hoại. Luthen và Cassian thoát khỏi hành tinh Ferrix, trong khi Karn và Mosk yêu cầu sơ tán trở về trụ sở chính. Trong một đoạn hồi tưởng, Maarva và chồng cô - Clem rà soát con tàu bị rơi ở Kenari và tìm thấy Kassa. Maarva quyết định đưa anh đi theo, vì họ sợ anh sẽ bị giết nếu anh bị phát hiện ở đó bởi Cộng hòa. |                       |                |                |                      |
| 4 | "Aldhani"             | Susanna White  | Dan Gilroy     | 28 tháng 9 năm 2022  |
| Luthen đưa Cassian đến hành tinh Aldhani, yêu cầu anh tham gia một nhiệm vụ phá hoại ở đó. Cassian miễn cưỡng nhưng cuối cùng cũng đồng ý. Luthen yêu cầu anh sử dụng một biệt danh trong số những người nổi dậy, và Cassian chọn 'Clem'. Vel, thủ lĩnh của nhóm nổi dậy, giới thiệu anh với phần còn lại của nhóm nhưng giữ bí mật về sự tham gia của Luthen. Họ giải thích với Cassian rằng họ có kế hoạch đánh cắp tiền lương của khu vực Đế quốc từ một trung tâm cung cấp quan trọng của Đế quốc, lợi dụng một hiện tượng tự nhiên hiếm gặp trên bầu trời Aldhani để trốn thoát vì phương tiện di chuyển của họ chạy chậm. Trong khi đó ở Coruscant, Luthen, đóng giả là một người buôn bán đồ cổ, gặp Thượng nghị sĩ Mon Mothma, và họ thảo luận về những thách thức trong việc che giấu sự phản đối của họ đối với Đế quốc. Karn về sống với mẹ sau khi bị buộc tội và bị sa thải. Trung úy Dedra Meero của Cục An ninh Đế quốc (ISB) tìm cách tiếp cận và muốn có thẩm quyền đối với vụ Ferrix, nhưng bị đồng nghiệp và cấp trên của cô phản đối. |                       |                |                |                      |
| 5 | "The Axe Forgets"     | Susanna White  | Dan Gilroy     | 5 tháng 10 năm 2022  |
| Ở Aldhani, 'Clem' che giấu quá khứ của mình với những người nổi loạn khác và hầu hết bọn họ đều không tin tưởng, đặc biệt là Skeen. Taramyn huấn luyện Cassian và những người khác để thực hiện vụ trộm đã lên kế hoạch trước đó. Trong khi đi đến đồn trú của Đế quốc ở Aldhani, Cassian tiết lộ rằng anh là một lính đánh thuê. Vel quyết định tiếp tục nhiệm vụ và không dò hỏi quá khứ của 'Clem' cho đến khi họ đạt được mục tiêu của mình. Trong khi đó, sĩ quan Hoàng gia và điệp viên hai mang của phiến quân, Trung úy Gorn ngấm ngầm hỗ trợ quân nổi dậy. Ở Coruscant, Eedy Karn hướng nghiệp cho con trai Syril của cô khi anh khám phá ra những triển vọng nghề nghiệp mới. Mon Mothma thành lập quỹ từ thiện mới trong khi phải đối mặt với mối quan hệ ngày càng căng thẳng với chồng và con gái. Ở những nơi khác, giám sát viên ISB Blevin mua lại một khách sạn làm trụ sở ISB mới trên Ferrix. Trong khi đó, đối thủ của anh là Meero và trợ lý của cô là Heert đi đến kết luận rằng phiến quân đang tiến hành một loạt các vụ cướp vũ khí và công nghệ của Đế quốc. Luthen hồi hộp chờ tin tức từ đội nổi dậy của Cassian. |                       |                |                |                      |
| 6 | "The Eye"             | Susanna White  | Dan Gilroy     | 12 tháng 10 năm 2022 |
| Được sự hỗ trợ của Gorn, phiến quân đã xâm nhập thành công vào đồn bằng cách đóng giả làm đội hộ tống Chỉ huy Jayhold Beehaz, cấp trên của Gorn. Họ bắt gia đình Beehaz làm con tin và buộc ông phải cho họ quyền truy cập vào kho tiền lương của đơn vị đồn trú. Trong khi vận chuyển tiền lên một tàu chở hàng của Đế quốc, họ bị bắt bởi lực lượng Đế quốc và Taramyn cùng Gorn đã bị giết trong cuộc đọ súng sau đó. Cinta không thể lên tàu, vì vậy chỉ có Cassian, Skeen, Vel và Nemik thoát khỏi Aldhani. Trong quá trình cất cánh, Nemik bị chấn thương cột sống nghiêm trọng khi anh ta bị đè bẹp bởi một khối lượng lớn tiền. Họ hạ cánh xuống một hành tinh khác để chữa trị vết thương cho Nemik nhưng anh ta đã không qua khỏi. Với việc Vel bận chăm sóc Nemik, Skeen đề xuất với Cassian rằng họ để Vel ở lại và phân chia số tiền cướp được. Cassian giết Skeen, vì lo sợ cho tính mạng của mình và ghê tởm trước sự ích kỷ của Skeen. Anh nói với Vel về cuộc trò chuyện trước đó với Skeen và thông báo với cô rằng anh dự định lấy một phần nhỏ trong số tiền cướp được - số tiền mà Luthen đã hứa với anh như một khoản thanh toán - và để mọi thứ còn lại cho cô. Vel đưa bản tuyên ngôn của Namik cho Cassian, đó là mong muốn trước khi chết của anh ta. Trở lại Coruscant, các đặc vụ ISB được tập hợp để lập kế hoạch trả đũa vụ trộm, trong khi Luthen nghe tin về vụ trộm và lặng lẽ ăn mừng. |                       |                |                |                      |
| 7 | "Announcement"        | Benjamin Caron | Stephen Schiff | 19 tháng 10 năm 2022 |
| Trên Coruscant, Karn bắt đầu công việc mới tại Cục Tiêu chuẩn. Khi ISB có được quyền giám sát và trừng phạt hà khắc hơn, Meero bị Blevin thách thức vì đã phá vỡ giao thức truy cập dữ liệu về các vụ trộm từ các cơ sở của Đế quốc. Cô thuyết phục cấp trên về giá trị công việc của mình và được giao giám sát Ferrix. Trợ lý của Luthen là Kleya Marki gặp Vel ở Coruscant và hướng dẫn cô tìm và giết Cassian để ngăn anh ta tiết lộ danh tính của Luthen. Mon Mothma gặp Kolma, một người bạn cũ và là nhân viên ngân hàng, tại một bữa tiệc tối và yêu cầu anh ta giúp cô truy cập vào tài khoản gia đình. Cassian quay trở lại Ferrix để giải quyết các khoản nợ cũ và biết được từ Bix rằng người dân đang đổ lỗi cho anh vì hậu quả trong cuộc đàn áp thất bại của Pre-Mor. Sự hiện diện của đội ngũ Stormtrooper trên Ferrix nhắc Cassian nhớ lại cách mà Clem từng bị trước đây, cha nuôi của anh và chồng của Maarva, đã bị sát hại bởi Đội quân nhân bản Cộng hòa nhiều năm trước. Cassian cố gắng đưa Maarva rời Ferrix cùng anh, nhưng bà quyết định ở lại và ngấm ngầm phản đối sự hiện diện ngày càng gia tăng của Đế quốc. Cassian đi một mình đến thiên đường du lịch nhiệt đới Niamos. Một tháng sau, anh sống dưới cái tên "Keef Girgo". Cassian đối mặt với 1 tên Shoretrooper và Đơn vị KX khi đang đi đến một cửa hàng, bị nhầm là kẻ phá hoại và bị kết án sáu năm tù. |                       |                |                |                      |
| 8 | "Narkina 5"           | Toby Haynes    | Beau Willimon  | 26 tháng 10 năm 2022 |
| Cassian được đưa đến một nhà tù trên hành tinh Narkina 5, nơi anh dành mỗi ngày để làm việc trong ngành công nghiệp nặng với hàng trăm tù nhân khác. Vel và Cinta đến Ferrix để tìm kiếm anh. Khi Maarva bị ốm, Bix cố gắng liên lạc với Luthen để hỏi về nơi ở của Cassian, nhưng Luthen, lo lắng về việc bị ai đó theo dõi thông tin liên lạc nên đã không trả lời. Sau đó ông rời Coruscant để gặp Saw Gerrera. Meero hỏi Karn về kinh nghiệm của anh trên Ferrix, và anh muốn giúp cô điều tra, nhưng cô ấy đã từ chối. Cô ấy tự mình dẫn một đơn vị đến Ferrix, nơi cô đã bắt Bix. |                       |                |                |                      |
| 9 | "Nobody's Listening!" | Toby Haynes    | Beau Willimon  | 2 tháng 11 năm 2022  |
| Meero và một nhà khoa học Đế quốc tên là Tiến sĩ Gorst tra tấn Bix để lấy thông tin và nhận ra rằng Cassian có thể đã tham gia vào cuộc tấn công Aldhani. Meero không tra khảo được gì từ Bix về Luthen. ISB bắt giữ một phi công của phiến quân, nhờ Tiến sĩ Gorst nên người đó đã khai ra một trạm điện trên Spellhaus sắp bị đột kích. Mon đoàn tụ với Vel, em họ của cô, và khuyến khích cô hãy giữ một tiểu sử khiêm tốn trong khi duy trì vẻ ngoài của một phụ nữ trẻ giàu có và không tham gia chính trị. Mon và Kolma tiếp tục trao đổi để bí mật thu thập quỹ cho các hoạt động nổi dậy. Trong khi đó, một thành viên lớn tuổi nhất của nhóm lao động trong nhà tù của Cassian tên là Ulaf đã bị khai tử bởi một bác sĩ nhà tù tên là Tiến sĩ Rhasiv khi ông bị đột quỵ và không thể làm việc hiệu quả nữa. Tiến sĩ Rhasiv xác nhận với Cassian và quản lý tầng Kino một tin đồn đáng lo ngại: một tù nhân thay vì sắp được thả thì lại bị gửi đến một nhóm làm việc ở một tầng khác, buộc nhà tù phải giết tất cả các tù nhân ở tầng đó để che đậy sai lầm. Cassian và Kino nhận ra rằng nhà tù có thể không bao giờ buông tha họ, nên thuyết phục Kino tham gia kế hoạch của Cassian để vượt ngục. |                       |                |                |                      |
| 10 | "One Way Out"         | Toby Haynes    | Beau Willimon  | 9 tháng 11 năm 2022  |
| Bằng cách làm vỡ một đường ống nước và làm ngập sàn làm việc của mình, Cassian đã vô hiệu hóa hệ thống an ninh của tầng, cho phép các đội làm việc ở đó chế ngự một số bảo vệ và trốn thoát. Kino sử dụng hệ thống liên lạc nội bộ của nhà tù để khuyến khích các tầng khác trốn thoát và cuộc nổi loạn diễn ra khắp toàn bộ nhà tù. Bất chấp vai trò của mình trong cuộc vượt ngục, Kino tiết lộ rằng anh ấy không biết bơi và phải ở lại nhà tù. Cassian bơi cùng những người khác trốn thoát và vào đất liền. Mon gặp Davo Sculdun, một doanh nhân mờ ám, người đề nghị hỗ trợ tài chính cho các dự án của cô, nhưng Mon từ chối sau khi Davo yêu cầu Mon sắp xếp một cuộc gặp giữa con gái cô và con trai anh ta, bước đầu tiên tiến tới hôn nhân trong nền văn hóa Chandrilan của Mon và Davo. Lonni, một người cung cấp thông tin bí mật trong ISB, gặp Luthen và cập nhật cho anh ta về các hoạt động của ISB. Hai người đàn ông suy nghĩ về cách cả hai bị mắc kẹt trong vai trò của họ. |                       |                |                |                      |
| 11 | "Daughter of Ferrix"  | Benjamin Caron | Tony Gilroy    | 16 tháng 11 năm 2022 |
| Maarva qua đời, dẫn đến một buổi lễ tang tại Ferrix mà Dedra khuyến khích tổ chức với hy vọng Andor sẽ đến dự. Vel thông báo cho Kleya về cái chết của Maarva và biết được kế hoạch cưới gả đầy miễn cưỡng của Mon Mothma nhằm đảm bảo nguồn tài trợ thông qua Davo Sculdun. Con gái của Mon, Leida, bắt đầu tham gia các buổi tụ họp theo văn hóa và truyền thống của người Chandrila, điều này khiến Mon và Vel vô cùng lo lắng. Syril cũng biết về tang lễ từ Linus Mosk. Saw Gerrera vào phút chót quyết định hỗ trợ cuộc tấn công của Kreegyr tại Spellhaus, nhưng Luthen khuyên ông không nên tham gia, tiết lộ rằng ISB đã biết về cuộc tấn công sắp xảy ra. Trên đường trở về Coruscant, Luthen thoát khỏi một cuộc tuần tra của Đế chế, tiêu diệt một số phi thuyền TIE và một chùm kéo. Với sự giúp đỡ từ hai người Keredian là Dewi và Freedi, Cassian và bạn tù Ruescott Melshi đã trốn thoát khỏi Narkina 5 và đến Niamos để lấy lại đồ đạc của Cassian. Sau khi biết tin Maarva đã qua đời, Cassian và Melshi chia tay nhau, với ý định công khai vạch trần hệ thống nhà tù bất công của Đế chế. |                       |                |                |                      |
| 12 | "Rix Road"            | Benjamin Caron | Tony Gilroy    | 23 tháng 11 năm 2022 |
| Cassian trở về Ferrix để dự tang lễ của Maarva và biết được Bix đang bị giam giữ. Dedra và đơn vị đồn trú Đế chế tại địa phương chuẩn bị dùng tang lễ làm cái bẫy để bắt Andor nhằm thẩm vấn anh về “Axis”. Lợi dụng cuộc phục kích của Đế chế làm bình phong, Luthen cùng với sự hỗ trợ của Vel và Cinta lên kế hoạch giết Cassian (nhằm ngăn anh tiết lộ bất kỳ bí mật nào). ISB ngăn chặn thành công cuộc tấn công của Kreegyr nhưng không bắt được tù binh nào, khiến Dedra tức giận. Con gái 13 tuổi của Mothma, Leida, được giới thiệu với con trai 14 tuổi của Davo Sculdun. Trong buổi tang lễ, B2EMO phát một đoạn ghi hình của Maarva, trong đó bà kêu gọi người dân đứng lên chống lại Đế chế, châm ngòi cho một cuộc bạo loạn. Trong lúc hỗn loạn, Cassian giải cứu Bix, còn Syril cứu Dedra khỏi một cuộc tấn công. Tại xưởng tàu vũ trụ, Cassian gặp B2EMO, Brasso và một số người khác, thuyết phục họ đưa Bix đến nơi an toàn, rời khỏi Ferrix. Xúc động trước cuộc nổi dậy tại Ferrix, Luthen trở lại tàu của mình và thấy Cassian đang đợi sẵn. Biết rõ ý định của Luthen tại Ferrix, Cassian đưa ra một lựa chọn: Luthen có thể giết anh hoặc thu nhận anh, và Luthen chỉ mỉm cười. Trong cảnh hậu danh đề, các droid đang lắp ráp các bộ phận máy móc do tù nhân ở Narkina 5 sản xuất vào đĩa pháo của Death Star. |                       |                |                |                      |

### Mùa 2
| TT. | Tiêu đề                     | Đạo diễn            | Biên kịch     | Ngày phát sóng gốc  |
| --- | --------------------------- | ------------------- | ------------- | ------------------- |
| 13 | "One Year Later"            | Ariel Kleiman       | Tony Gilroy   | 22 tháng 4 năm 2025 |
| Một năm sau cuộc nổi dậy tại Ferrix, Cassian giả danh làm một phi công thử nghiệm của Đế chế để đánh cắp bản mẫu của một loại phi cơ chiến đấu mới của Đế chế, chiếc TIE Avenger. Khi anh cố gắng giao hàng trên một mặt trăng rừng rậm, anh bị phục kích bởi một nhóm du kích bất đồng quan điểm có tên là Lữ đoàn Maya Pei. Trên hành tinh nông nghiệp Mina-Rau, Bix, Brasso, Wilmon và B2EMO sống trong lo sợ bị Đế chế phát hiện khi đang làm việc không giấy tờ cho một nông dân địa phương. Bix vẫn còn chịu ảnh hưởng tâm lý sau khi bị Tiến sĩ Gorst. Trên Chandrila, Mon Mothma đang chuẩn bị cho cuộc hôn nhân của con gái và nhận được tin Tay Kolma đang chịu thất bại trong các khoản đầu tư tài chính. Orson Krennic giám sát một cuộc họp bí mật của các sĩ quan Đế chế về việc khai thác tài nguyên của hành tinh Ghorman vì nơi này có trữ lượng lớn một loại khoáng chất hiếm. Dedra Meero được chỉ định tham gia sáng kiến này trong sự miễn cưỡng. Cuộc xung đột trong nội bộ lực lượng nổi dậy Maya Pei lên đến đỉnh điểm, một số thành viên bị bắn chết và Cassian bị bắt làm con tin. |                             |                     |               |                     |
| 14 | "Sagrona Teema"             | Ariel Kleiman       | Tony Gilroy   | 22 tháng 4 năm 2025 |
| Cassian bị giam giữ trong khi cuộc xung đột giữa các thành viên của nhóm Maya Pei trở nên căng thẳng hơn và nhóm chia thành hai phe đối đầu trong thế bế tắc. Trên Mina-Rau, các sĩ quan Đế chế đến để kiểm tra giấy tờ của tất cả công nhân, trong khi Bix, Brasso và Wilmon sắp xếp để di chuyển đến một khu vực khác của hành tinh nhằm tránh bị phát hiện. Tại Coruscant, Dedra và Syril — hiện đang chung sống với nhau — đang tất bật chuẩn bị để đón tiếp một ai đó. Khi những công đoạn cuối cùng cho đám cưới của Leida hoàn tất, Mothma thảo luận với Luthen về khả năng phản bội của Tay Kolma, và Luthen muốn Mon tìm một cái giá để giữ kín sự bí mật của quân Nổi dậy. Cassian lợi dụng lúc những kẻ giam giữ mình bị phân tâm vì một cuộc tranh giành lãnh thổ, lén trốn thoát khỏi hành tinh (được tiết lộ là mặt trăng Yavin IV) trên chiếc TIE Avenger bị đánh cắp. |                             |                     |               |                     |
| 15 | "Harvest"                   | Ariel Kleiman       | Tony Gilroy   | 22 tháng 4 năm 2025 |
| Cassian liên lạc được với Kleya Marki và biết được mối nguy mà bạn bè mình đang gặp phải trên Mina-Rau. Dedra và Syril đón tiếp mẹ của Syril, bà Eedy, đến ăn tối, trong suốt bữa ăn bà liên tục hạ thấp và chỉ trích Syril, khiến Dedra buộc phải thiết lập ranh giới rõ ràng với bà. Trên Chandrila, Leida kết hôn với Stekan Sculdun, và buổi lễ được tiếp nối bằng một tiệc chiêu đãi. Khi nhóm người tị nạn Ferrix chuẩn bị rời khỏi Mina-Rau, sĩ quan Đế chế Trung úy Krole cố gắng cưỡng hiếp Bix, nhưng cô đã giết hắn sau một cuộc vật lộn dữ dội. Khi cuộc xung đột ngày càng leo thang, Cassian kịp thời đến nơi bằng chiếc TIE Avenger và tiêu diệt lính Đế chế, nhưng Brasso bị một stormtrooper giết chết. Cassian, Bix và Wil trốn thoát trên TIE Avenger. Do không thể đưa ra cái giá để đảm bảo sự im lặng của Tay, Luthen nói với Mothma rằng ông đã quyết định giết Tay. Mothma, trong cơn đau khổ, uống rượu và khiêu vũ, trong khi Vel lặng lẽ chứng kiến Tay bị Cinta bắt đi. |                             |                     |               |                     |
| 16 | "Ever Been to Ghorman?"     | Ariel Kleiman       | Beau Willimon | 29 tháng 4 năm 2025 |
| Một năm sau sự kiện ở Mina-Rau, Cassian và Bix đã trở thành những đặc vụ tích cực làm việc cho Luthen và hiện đang ẩn náu trên Coruscant, dù Bix vẫn bị ám ảnh bởi những cơn ác mộng về Gorst. Trên Ghorman, Đế chế bắt đầu xây dựng một kho vũ khí. Syril, với sự hậu thuẫn của Dedra và Partagaz, đảm nhận một vị trí tại Palmo, thủ đô của Ghorman, và giả vờ đồng cảm với lý tưởng của quân nổi dậy địa phương để làm như mình đã bị họ chiêu mộ thành công. Khi biết từ Jung rằng Dedra đang bí mật hoạt động trên hành tinh, Luthen cử Cassian đến để đánh giá tình hình của lực lượng nổi dậy. Wilmon được giao nhiệm vụ dạy cho Pluti, phụ tá của Saw Gerrera, cách cấu hình một cỗ máy chiết xuất rhydonium — một loại nhiên liệu dùng cho các tàu chiến của Đế chế mà họ có kế hoạch đánh cắp. Mothma cố gắng vận động sự ủng hộ để bác bỏ việc gia hạn một dự luật trao quyền lực rộng lớn cho ISB, nhưng không thành công. |                             |                     |               |                     |
| 17 | "I Have Friends Everywhere" | Ariel Kleiman       | Beau Willimon | 29 tháng 4 năm 2025 |
| Kleya phát hiện rằng Sculdun có ý định khám xét phòng trưng bày của Luthen sau khi một trong những món đồ nghệ thuật được xác nhận là giả mạo, điều này đe dọa sẽ làm lộ con bọ nghe lén mà cô đã gài trong căn phòng, buộc cô phải tìm cách thu hồi nó trong buổi tiệc Nhậm Chức sắp tới của hắn. Cassian tiếp xúc với lực lượng nổi dậy trên Ghorman và biết được rằng họ đang lên kế hoạch đánh chặn một chuyến hàng vũ khí, nhưng anh nhận thấy họ quá thiếu kinh nghiệm và đã bác bỏ kế hoạch, khiến họ vô cùng thất vọng. Syril báo cáo lại cho Coruscant về thông tin vụ cướp, và Partagaz cùng Dedra đồng ý để vụ việc diễn ra nhằm củng cố quyền kiểm soát và thao túng lực lượng nổi dậy. Saw giết Pluti sau khi phát hiện hắn là kẻ phản bội, và giao cho Wilmon phụ trách vận hành máy chiết xuất trong vụ cướp thay thế. |                             |                     |               |                     |
| 18 | "What a Festive Evening"    | Ariel Kleiman       | Beau Willimon | 29 tháng 4 năm 2025 |
| Cassian khăng khăng cho rằng lực lượng nổi dậy trên Ghorman chưa sẵn sàng và tranh cãi gay gắt với Luthen khi biết rằng ông đã lén thuyết phục Bix quay lại hành động sau lưng anh. Luthen chỉ trích Cassian vì tầm nhìn thiển cận và thay vào đó cử Vel cùng Cinta đến hỗ trợ lực lượng nổi dậy thực hiện vụ cướp. Vel và Cinta hoàn toàn hòa giải và hâm nóng lại mối quan hệ tình cảm của họ. Vụ cướp diễn ra thành công, nhưng một chiến binh không tuân theo mệnh lệnh của Vel và mang theo một khẩu blaster; người này vô tình giết chết Cinta khi một người qua đường can thiệp, khiến Vel vô cùng đau khổ. Tại buổi tiệc Nhậm Chức của Sculdun, Krennic và Mothma tranh luận về đạo đức của chiến tranh, trong khi Kleya thành công rút con bọ khỏi phòng trưng bày bằng cách lợi dụng Jung làm vật đánh lạc hướng. Bix đột nhập vào văn phòng mới của Gorst và sử dụng chính thiết bị tra tấn của hắn lên hắn trước khi rời đi cùng Cassian, người đã kích nổ cơ sở từ xa. |                             |                     |               |                     |
| 19 | "Messenger"                 | Janus Metz          | Dan Gilroy    | 6 tháng 5 năm 2025  |
| Một năm sau, lực lượng Nổi dậy đã bắt đầu phối hợp các chiến dịch quân sự tại Yavin IV, nơi Cassian và Bix hiện đang sinh sống. Wilmon báo với họ rằng Dedra đang có mặt trên Ghorman — nơi các hoạt động nổi dậy đã bị truyền thông nhà nước mô tả như những chiến dịch khủng bố do các phần tử bên ngoài kích động — và anh khuyến khích Cassian tham gia ám sát cô ta. Mặc dù lo ngại vì nhiệm vụ đến từ Luthen, Cassian vẫn đồng ý và cùng Wilmon đến Ghorman. Bix được một người chữa lành bằng Thần lực cho biết rằng Cassian sẽ đóng vai trò thiết yếu đối với phong trào Nổi dậy. Trên Ghorman, Dedra tạm thời bị thay thế bởi Đại úy Kaido — người được Partagaz cử đến để giám sát việc khuất phục hành tinh này — trong khi Syril bắt đầu nghi ngờ lời giải thích của Dedra về "kích động từ bên ngoài", sau những lần tiếp xúc với quân nổi dậy. |                             |                     |               |                     |
| 20 | "Who Are You?"              | Janus Metz          | Dan Gilroy    | 6 tháng 5 năm 2025  |
| Kaido kích động một cuộc biểu tình tại quảng trường trung tâm Palmo, đồng thời phong tỏa tất cả lối thoát, và cố tình triển khai lực lượng cảnh sát chống bạo động thiếu kinh nghiệm vào giữa đám đông đang căng thẳng. Khi đến quảng trường cùng với đoàn biểu tình, Syril kinh hoàng nhận ra vai trò của mình trong việc tiếp tay cho những gì Đế chế đang thực hiện, và anh giận dữ đối đầu với Dedra trong văn phòng, buộc cô phải nói ra sự thật về mục tiêu thực sự của Đế chế trên Ghorman, trước khi tức giận bỏ đi. Theo chỉ thị từ Partagaz, Dedra miễn cưỡng ra lệnh cho binh lính nổ súng, dẫn đến một cuộc đấu súng giữa quân nổi dậy và lực lượng Đế chế. Những người biểu tình cố gắng tháo chạy nhưng phần lớn bị tàn sát bởi hỏa lực blaster của quân đội hoặc bởi các droid an ninh KX do Kaido thả ra. Giữa cơn hỗn loạn, Syril trong trạng thái choáng váng lang thang trong quảng trường; Cassian cố ám sát Dedra bằng cách bắn tỉa từ cửa sổ văn phòng của cô, nhưng bị Syril phục kích. Sau một cuộc chiến giằng co, Syril bị bắn chết bởi Carro Rylanz, thủ lĩnh lực lượng nổi dậy Ghorman. Lực lượng kháng chiến đánh bại một droid thực thi KX bằng cách đâm nó bằng một phương tiện bọc thép. Cassian trốn thoát khỏi Ghorman cùng con người máy, trong khi Wilmon ở lại để tìm và hỗ trợ bạn gái Dreena của mình phát tin tức cuộc thảm sát ra toàn thiên hà. Sau sự kiện, Dedra và Eedy đối diện riêng rẽ với mất mát của họ, trong khi truyền thông nhà nước Đế chế đổ lỗi toàn bộ vụ việc cho "các phần tử nổi dậy bên ngoài". |                             |                     |               |                     |
| 21 | "Welcome to the Rebellion"  | Janus Metz          | Dan Gilroy    | 6 tháng 5 năm 2025  |
| Sau cuộc thảm sát ở Ghorman, Đế chế đã dàn dựng sự kiện này như một cuộc nổi loạn. Mothma quyết định đã đến lúc công khai lên án Hoàng đế và chuẩn bị rút lui đến Yavin IV. Thượng nghị sĩ Bail Organa lựa chọn ở lại để âm thầm hỗ trợ cuộc nổi dậy. Luthen biết từ Jung rằng đội an ninh của Organa đã bị xâm nhập và cử Cassian giúp Mothma thoát khỏi Coruscant. Trong lúc đó, Luthen tranh cãi dữ dội với Mothma về mức độ ngụy trang sâu của ông trong nội bộ phe Nổi dậy và về quyết định thủ tiêu Tay. Với sự giúp đỡ của Organa, Mothma bước lên diễn đàn Thượng viện để mạnh mẽ lên án Palpatine và sự thao túng sự thật của Đế chế. Cassian hỗ trợ Mothma trốn thoát sau bài phát biểu tại Thượng viện, tiêu diệt tên gián điệp trong đội an ninh của Organa và kết liễu Kloris — tài xế đã bị Đế chế mua chuộc. Mothma tạm thời ẩn náu tại một căn cứ an toàn trên Coruscant để công khai đứng về phía phe Nổi dậy, rồi cùng Cassian và Wilmon — đang bị thương — quay trở lại Yavin IV. Bị ám ảnh bởi những sự kiện vừa qua, Cassian quyết định bắt đầu một cuộc sống mới cùng Bix, nhưng cô lặng lẽ rời đi trong đêm, để lại cho anh một lời nhắn: mong anh hãy tiếp tục sát cánh cùng phe Nổi dậy để giành chiến thắng, và rằng cô sẽ tìm lại anh khi cuộc khởi nghĩa thành công. Sau đó, các kỹ thuật viên đã lập trình lại K-2SO — một người máy KX bị đánh cắp — để phục vụ cho phe Nổi dậy. |                             |                     |               |                     |
| 22 | "Make It Stop"              | Alonso Ruizpalacios | Tom Bissell   | 13 tháng 5 năm 2025 |
| Một năm sau các sự kiện tại Ghorman, Lonni tiếp cận được hồ sơ cá nhân của Dedra và phát hiện một dự án tuyệt mật mà Đế chế đang triển khai. Anh chuyển thông tin này cho Luthen, đồng thời cảnh báo rằng Dedra rất có thể đã khám phá ra danh tính của cả hai. Dù ban đầu hứa sẽ đảm bảo an toàn cho Lonni và gia đình anh thoát khỏi Coruscant, Luthen cuối cùng vẫn ra tay thủ tiêu Lonni để giữ kín bí mật, sau đó vội vàng thông báo tình hình cho Kleya. Khi Luthen phá hủy hệ thống liên lạc trong cửa hàng của mình, Dedra xuất hiện và đối chất trực tiếp. Trong một hành động tuyệt vọng, Luthen tìm cách tự sát và bị thương nặng, được đưa đến bệnh viện trong khi Kleya âm thầm theo dõi từ xa. Dedra bị ISB bắt giữ vì đã giấu giếm thông tin quan trọng. Xen kẽ trong tập phim là những đoạn hồi tưởng tiết lộ quá khứ của Luthen: ông từng là một sĩ quan Đế chế nhưng đào ngũ sau khi đơn vị của mình thực hiện cuộc thảm sát tại quê nhà của Kleya. Khi tìm thấy cô bé đang ẩn náu trong phi thuyền, ông đã nhận nuôi cô một cách không chính thức. Kể từ đó, họ bắt đầu bán đồ cổ như một vỏ bọc cho cuộc kháng chiến chống lại Đế chế. Ở hiện tại, Kleya lẻn vào bệnh viện nơi Luthen đang được điều trị và lặng lẽ tắt hệ thống hỗ trợ sự sống của ông. |                             |                     |               |                     |
| 23 | "Who Else Knows?"           | Alonso Ruizpalacios | Tom Bissell   | 13 tháng 5 năm 2025 |
| Dedra bị Krennic thẩm vấn và mắng mỏ vì đã để lộ dữ liệu mật cũng như tự ý đối đầu với Luthen mà không có chỉ thị. Cuộc điều tra được giao cho Heert, người nhanh chóng xác định được danh tính của Kleya. Partagaz tuyên bố cô là “mối nguy hại cho sức khỏe cộng đồng” nhằm hợp thức hóa lệnh bắt giữ. Tại căn cứ an toàn, Kleya liên lạc với Wilmon, người sau đó tập hợp Cassian, Melshi và K-2SO để giải cứu Luthen, bất chấp việc các lãnh đạo Rebellion đã quá mệt mỏi với sự bất tuân của nhóm này. Dedra chia sẻ với Heert thông tin về cách Luthen liên lạc, giúp đội điều tra lần ra dấu vết của Kleya và truy tìm đến căn cứ an toàn — đúng lúc Cassian và Melshi vừa đột nhập để đón cô. Kleya tiết lộ với họ rằng Đế chế đang xây dựng một siêu vũ khí, nhưng từ chối rời đi, do phe Rebellion trên Yavin IV không tin tưởng vào phe của Luthen và xem họ như những phần tử nguy hiểm. Khi nhóm của Heert tiến vào, K-2SO xông vào tòa nhà và bắt đầu tấn công binh lính Đế chế, tạo nên một trận đụng độ ác liệt trong lòng thành phố — cuộc chiến ngầm giữa bóng tối và ánh sáng tiếp tục leo thang. |                             |                     |               |                     |
| 24 | "Jedha, Kyber, Erso"        | Alonso Ruizpalacios | Tom Bissell   | 13 tháng 5 năm 2025 |
| K-2SO tiêu diệt Heert và đội của hắn, nhưng Kleya bị thương nặng. Cassian, Melshi và K-2SO đưa cô trở về Yavin IV, nơi họ bị Bail bắt ở lại vì hành động không tuân lệnh. Phần lớn lãnh đạo phe Nổi dậy, bao gồm cả Bail, không tin tưởng thông tin tình báo của Luthen, nhưng Mon Mothma vẫn sẵn lòng lắng nghe Kleya. Vel nói chuyện với Cassian, người thuyết phục cô về sự chân thành của Luthen, rồi cả hai cùng nâng ly tưởng nhớ những đồng đội đã ngã xuống. Partagaz tự sát khi nhận ra mình sắp bị bắt, trong khi Dedra đau khổ bị giam giữ trong một trại tù giống Narkina 5. Khi một điệp viên phe Nổi dậy liên kết với Saw liên hệ với Yavin IV, xin được nói chuyện với Cassian, ban lãnh đạo phe Nổi dậy nhận thấy bằng chứng quá lớn để là một cái bẫy, và đồng ý để Cassian cùng K-2SO bay đến Kafrene gặp mặt điệp viên đó. Kleya chấp nhận vai trò của mình trên Yavin IV bên cạnh Wilmon, Mon, và Vel. Trên Mina-Rau, B2EMO chơi đùa cùng một người máy khác trong khi Bix bế một đứa bé, nhìn về phía chân trời với ánh mắt đầy bâng khuâng. |                             |                     |               |                     |